# NGC 1990
NGC 1990 est une nébuleuse par réflexion située dans la constellation d'Orion. Cette nébuleuse est aussi appelée ε Orionis Nebula. Elle a été découverte par l'astronome germano-britannique William Herschel en 1786.

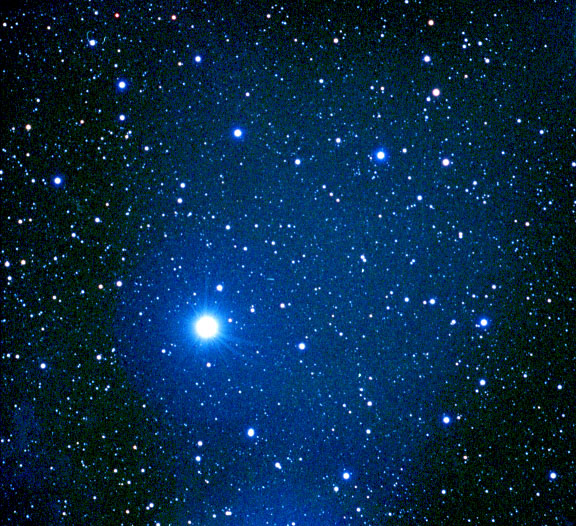
L'étoile brillante est Alnilam (Epsilon Orionis).